# Klub hokeja na ledu Samobor
Klub hokeja na ledu Samobor SRAKE je klub u hokeju na ledu iz Samobora.
Od zime 2012./13. klub počinje s ponovnim djelovanjem nakon 4 godine pauze.
Osim hokeja na ledu djelovanje kluba se proširilo i na inline hokej, te se sezona produžila na 12 mjeseci.
Klub od sezone 2013./14. sudjeluje u hrvatskoj inline hokejskoj ligi. Tijekom zime klub se koristi ledenom plohom u Samoboru.

## Vanjske poveznice
- https://www.facebook.com/KHLSamoborSrake
- http://www.khl-srake.hr
- http://www.udrugapks.hr/glasnik%204%20broj-1.pdf%5Bneaktivna+poveznica%5D